# You’re Going to Lose That Girl
A You're Going to Lose That Girl a The Beatles együttes 1965-ös dala a Help! albumról. A dal szerzője John Lennon, de a dal Lennon–McCartney-szerzeményként jelent meg.
A dalt Lennon a The Shirelles együttes stílusában írta.
A dalt február 19-én rögzítették, fél nap alatt, egy nappal a Help! film bahamai forgatása előtt. Addigra már csak a címadó dal és ez a dal nem került rögzítésre. A felvételen Paul McCartney zongorázik, Ringo Starr a dobok mellett még bongón is játszik.
A dal az amerikai kiadású lemezen You're Gonna Lose That Girl címen szerepelt. 1977-ben a Capitol Records egy kislemezen is kiadta a dalt (amelyen Lennon egy másik szerzeménye, a Girl szerepelt még).

## Közreműködött
Ian MacDonald szerint:
- John Lennon – duplázott ének, akusztikus ritmusgitár
- Paul McCartney – vokál, basszusgitár, zongora
- George Harrison – vokál, szólógitár
- Ringo Starr – dob, bongo